# Los Haitises
Los Haitises is een nationaal park van 630 km², met een karstgebied, gelegen in het noordoosten van de Dominicaanse Republiek. Het ligt tussen de Cordillera Central en de Cordillera Oriental. Het bestaat voor het grootste deel uit heuvels van tussen de 150 en 250 meter hoog. Het hoogste punt ligt op 467 meter. Op de toppen bestaan nog een aantal stukjes kalksteenwoud. In het gebied zijn talrijke petroglieven gevonden.Deze petroglieven werden gemaakt door de oorspronkelijke bewoners van Hispaniola de Taino.De indianen van het volk van de Taino,Arowakken,Ciboney noemden dit deel van het eiland Haïti maar de Spanjaarden dachten dat Haïti de Taino naam voor heel Hispaniola of Quiezqueya was.De naam van het nationaal park Los Haitises verwijst naar de naam die de Taino aan dit gebied gaven; het eiland Hispaniola noemden de Taino Quiezqueya.
Bezoekers van het reservaat kunnen met excursie boot de baai van Samana oversteken om in het reservaat verschillende grotten te bekijken.Mangrove bossen en Karst formaties bepalen het landschap.Fregatvogels en Bruine-pelikanen broeden op de rotsachtige eilandjes in de baai van Samana.
Het gebied was in 1968 (Wet 244-68) opgericht als bosreservaat (reserva forestal) onder de benaming Zona Vedada de Los Haitises.
- Library of Congress Control Number: sh95000657
- Nationale Bibliotheek van Israël: 987007534734705171
- Virtual International Authority File: 315527924